# Societate informațională
Societatea informațională este societate unde crearea, distribuirea, utilizarea, integrarea și manipularea informațiilor reprezintă o activitate semnificativă economică, politică și culturală. Principalii factori ai acesteia sunt tehnologiile informaționale și de comunicare digitale, care au dus la o explozie informațională și schimbă profund toate aspectele organizării sociale, inclusiv economia, educația, sănătatea, războiul, guvernul și democrația. Oamenii care au mijloacele de a participa la această formă de societate sunt uneori numiți cetățeni digitali, definiți de K. Mossberger drept „Aceia care folosesc internetul în mod regulat și eficient”. Aceasta este una dintre numeroasele zeci de etichete care au fost identificate pentru a sugera că oamenii intră într-o nouă fază a societății.
Marcajele acestei schimbări rapide pot fi tehnologice, economice, ocupaționale, spațiale, culturale sau o combinație a tuturor acestora. Societatea informațională este considerată succesorul societății industriale. Conceptele strâns legate sunt societatea post-industrială (Daniel Bell), post-fordismul, societatea post-modernă, societatea cunoașterii, societatea telematică, revoluția informațională, epoca informației, modernitate târzie, Network society (Manuel Castells) și The Society of the Spectacle. (Guy Debord).

## Dimensiunile societății informaționale și a cunoasterii (SIC)
- Socială – se aplică asupra îngrijirii sănătății și protecției sociale, democracrației sociale (telemedicina, teleactivități, telelucru, telealegeri, teleasigurare, etc.).
- Educațională – dezvoltă competența de concepție și de lucru în regim informatizat, gestionarea intelegentă a proceselor (educație și învățămînt la distanță, biblioteci virtuale, e-Teaching, e-Learning).
- Ambientală – care are impact asupra utilizării resurselor și protecției mediului înconjurător.
- Culturală – care are impact asupra conservării și dezvoltării patrimoniului, dezvoltării industriei (muzee, galerii de arta pe internet,digitizarea informatiei:manuale digitizate, digitizarea patrimoniului national si international).
- Economică – care dezvoltă noi paradigme ale economiei digitale și ale economiei bazată pe cunoaștere (e-Comerț, e-Banking, e-Learning, e-Money, e-Trading, achitare pe internet, afacere pe internet, etc.)

## Despre societatea informațională (S.I.)

### Dimensiuni ale S.I.
- Tehnologică – infrastructură, servicii, aplicații
- Economică – noua economie digitală
- Politico-administrativă – guvernare electronică
- Socială – calitatea vieții
- Culturală – interacțiunea cultură-tehnologie
- Juridică – legislație specifică

### Infrastructura informațională globală (GII)
- Liberalizarea totală a sectorului telecom
- Eliminarea barierelor comerciale
- Realizarea interoperabilității
- Securitate informatică
- Protecția datelor cu caracter privat
- Investiții private

### Importanța macroeconomică a tehnologie informaționale globale (TIC)
- Utilizare TIC => competitivitate macroeconomică
- Densitate informațională => creștere PIB (corelație 0,95)
- Distribuție inegală asupra economiilor naționale
- Economie dezvoltată + infodensity => creștere mare PIB
- Economie săracă + infodensity => creștere PIB redus

### Factori complementari pentru progres economic
- Importanța TIC la nivelul companiei;
- Utilizare TIC => competitivitate la nivel micro;
- Diminuarea costurilor;
- Creșterea productivității;
- Maximizarea profiturilor;
- Relație mai bună cu clienții / furnizorii;
- Adaptare rapidă la schimbările din mediul economic.

## Evoluția societății informaționale
Sunt două evenimente care au marcat și prefigurat apariția și evoluția societății informaționale:
- primul este datat din anul 1992, când vice-președintele Statelor Unite ale Americii, Al Gore, a lansat conceptul de Autostradă Informațională (information highway). Conceptul a avut un pronunțat caracter tehnic și tehnologic și s-a bazat în principal pe progresul tehnologic al Statelor Unite in domeniul industriei electronice și al comunicațiilor. A fost un moment în care Statele Unite dispuneau de resurse tehnice, tehnologice și financiare pentru crearea de echipamente și sisteme care să ofere căi mai rapide și mai eficiente de transmitere a informațiilor;

- Europa, amenințată de această provocare americană, a reacționat prin realizarea raportului întitulat „Europa și Societatea Informațională Globală: Recomandări pentru Consiliul Europei”. Cunoscut și sub numele de Raportul Bangemann, raportul reunea concluziile și recomandările unui grup de 20 de experți, coordonat de Martin Bangemann și a fost prezentat reuniunii  Consiliului Europei din 24-25 iunie 1994, care a avut loc în Corfu. Este momentul în care Consiliul Europei a decis constituirea Consiliului pentru Societatea Informațională (CSI) un organism specializat, dedicat în exclusivitate stabilirii căilor concrete de aplicare a recomandărilor din raportul Bangemann, iar în 19 iulie 1994 a fost elaborat primul plan european de acțiune pentru Societatea Informațională, întitulat Drumul Europei către Societatea Informațională[6].

## Vedeți și
- Ministerul Comunicațiilor și Societății Informaționale (România)
- Securitatea informației